# Il diario di una cameriera (film 1964)
Il diario di una cameriera (Le journal d'une femme de chambre) è un film drammatico del 1964 di Luis Buñuel, liberamente tratto dal romanzo omonimo di Octave Mirbeau, da cui era già stato tratto nel 1946 un film omonimo diretto da Jean Renoir.

## Trama
(Joris-Karl Huysmans, A rebours. Passo letto da Céléstine a Rabour)
Célestine, già cameriera personale di una contessa, si sposta da Parigi in Normandia, per prendere servizio presso Le Prieuré, proprietà dei Monteil, una famiglia di notabili. È una donna elegante, raffinata, esperta, e ha carattere.
L'ambiente si rivela ben presto moralmente degradato e culla di nevrosi e pulsioni inconfessabili più o meno represse. L'anziano padre della padrona, Rabour, è un feticista retifista e pretende che la cameriera gli si presenti calzando stivaletti con i quali egli poi si ritira in camera da letto. La figlia, algida e frigida, è impegnata in oscuri esperimenti chimici e nell'ossessiva pulizia dei soprammobili della casa. Il marito, Monteil, è una sorta di satiro che molesta, con alterne fortune, tutto il personale femminile della casa. Completano il quadro due servette ormai aduse all'ambiente, un'orfana che circola liberamente nei boschi e per la casa, non sorvegliata adeguatamente dalla zia. Joseph, il custode della casa, è violento e attivista dei movimenti patriottici di estrema destra. Il quadro di insieme è completato da un curato ipocrita e avido e da un militare, vicino di casa, in continua lite con Monteil.
L'arrivo di Célestine movimenta la vita dei luoghi. Essa è innanzitutto concupita da Rabour, da Monteil, da Joseph e dal vicino. Un giorno il vecchio Rabour viene trovato morto abbracciato agli stivaletti di Célestine. Contemporaneamente Joseph, che è stato appena respinto da Célestine, violenta e uccide Claire, la piccola orfana.
Célestine intuisce che Joseph è il colpevole e, nonostante abbia già deciso di abbandonare la casa, ritorna e seduce Joseph, che le promette di sposarla per aprire un bar a Cherbourg. I due annunciano il loro matrimonio e mentre Monteil sfoga i suoi appetiti sessuali sulla fantesca più matura, Célestine incastra Joseph facendo trovare un indizio a suo carico. Célestine finisce per sposare il vicino militare che la istituisce erede e apprende con preoccupazione che Joseph è stato scagionato.
Il film si conclude con Joseph che, con a fianco un'altra donna, plaude a una manifestazione antisemita nel bar di Cherbourg che progettava di acquistare, mentre con i manifestanti spariscono in un vicolo. L'ultima inquadratura è sui fulmini di un temporale.

## Produzione
Il film fu prodotto dalla Dear Film Produzione. Luis Buñuel scrive per la prima volta una sceneggiatura con Jean-Claude Carrière ed è l'inizio di una lunga collaborazione; gli fa anche interpretare il personaggio del curato.
Il film venne girato in Francia, a Dieppe, al Franstudio di Saint-Maurice (Val-de-Marne) e a Milly-la-forêt, Essonne.

## Distribuzione
Il film uscì nelle sale cinematografiche francesi il 4 marzo 1964.

## Accoglienza

### Critica
Secondo Alberto Cattini, il film si presta a molteplici chiavi di lettura.
- Il regista esprime disprezzo per il mondo borghese e clericale, disprezzo che coinvolge però anche i servi, come se la negatività borghese contaminasse tutto.
- Nessuno dei personaggi appare puro e sincero, fatta eccezione per l'orfana, vittima del pedofilo. L'altro personaggio degno di pietà è Marianna, la fantesca anziana, oggetto delle attenzioni di Monteil e successivamente assunta da Céléstine, ricca dopo il matrimonio con Mauger.
- Tutti gli altri personaggi o sono schiavi di pulsioni patologiche, o cinici e interessati, come il curato e la protagonista, che quantomeno cerca però senza riuscirvi di assicurare alla giustizia l'autore di un grave delitto. Assenti e distanti i poliziotti che preferiscono proseguire a redigere uno stanco verbale sulla circolazione stradale piuttosto che ascoltare una testimone di omicidio.
- Particolarmente dura la denuncia di ipocrisia: il pedofilo afferma di volersi mantenere puro fino al matrimonio e invita Céléstine a giurare su simboli patriottici e religiosi (tra cui la foto del papa): Mauger si rallegra della scarcerazione di Joseph che, "in quanto patriota è sicuramente una brava persona".

Georges Sadoul valuta la differenza con il film di Jean Renoir e scrive:«Il romanzo è lo stesso, ma lo sguardo di Buňuel è molto diverso. (...) La cameriera è qui uno specchio abbastanza inerte d'un ambiente bigotto e reazionario, fondamentalmente pervertito».

## Riconoscimenti
- 1964 - Festival Internazionale del Film di Karlovy Vary
  - premio per la miglior interpretazione femminile a Jeanne Moreau.